# Mohamed Elneny
Mohamed Naser Elsayed Elneny (àrab: محمد ناصر السيد الننى, Muḥammad Nāṣir as-Sayyid el-Nenni, pronunciat [mæˈħæm.mæd ˈnɑːseɾ esˈsæj.jed enˈnen.ni]; Al-Mahalla al-Kubra, 11 de juliol de 1992) més conegut com a Mohamed Elneny, és un jugador de futbol egipci, que actualment juga com a centrecampista per l'Arsenal FC anglès i per la Selecció d'Egipte.